# Sabine Schmitz
Sabine Schmitz (Adenau, 14 maggio 1969 – Treviri, 16 marzo 2021) è stata una pilota automobilistica e personaggio televisivo tedesca.
Nota anche come Sabine Reck dopo il matrimonio, lavorò per la BMW e per la Porsche, e divenne celebre anche per essere la pilota della BMW "Ring Taxi" sul circuito del Nürburgring Nordschleife.

## Biografia
Nata nell'albergo e ristorante posseduto dalla famiglia Schmitz, Sabine e le sue due sorelle più grandi sono cresciute nell'"Hotel am Tiergarten" a Nürburg all'interno del Nürburgring Nordschleife. Sabine è stata istruita come proprietaria di alberghi e Sommelier. Durante il primo matrimonio, durato fino al 2000, ha vissuto a Pulheim e successivamente fino al 2003 ha posseduto un bar/ristorante, sempre a Nürburg, chiamato Fuchsröhre. Nel 2004 ha ottenuto il brevetto da pilota di elicottero.
Dopo aver guidato occasionalmente l'auto di famiglia al Nürburgring, lei e le sue due sorelle hanno iniziato a correre, ma solo Sabine ha continuato e ha ottenuto vittorie. Sabine ha vinto la Rundstrecken Challenge Nürburgring (CHC) e la Veranstaltergemeinschaft Langstreckenpokal Nürburgring (VLN) compresa la endurance della VLN nel 1998 ed è la prima donna a vincere la 24 Ore del Nürburgring, evento avvenuto nel 1996 e ripetuto nel 1997 con una BMW M3 e il co-pilota Johannes Scheid. Nel 2006 ha guidato, insieme a Klaus Abbelen, la Porsche 997 #97 alla VLN endurance series nel team Land Motorsport. Nel 2008 finì terza alla 24 ore del Nürburgring, battuta solo dai vincitori del 2006 e del 2007.

### Nürburgring

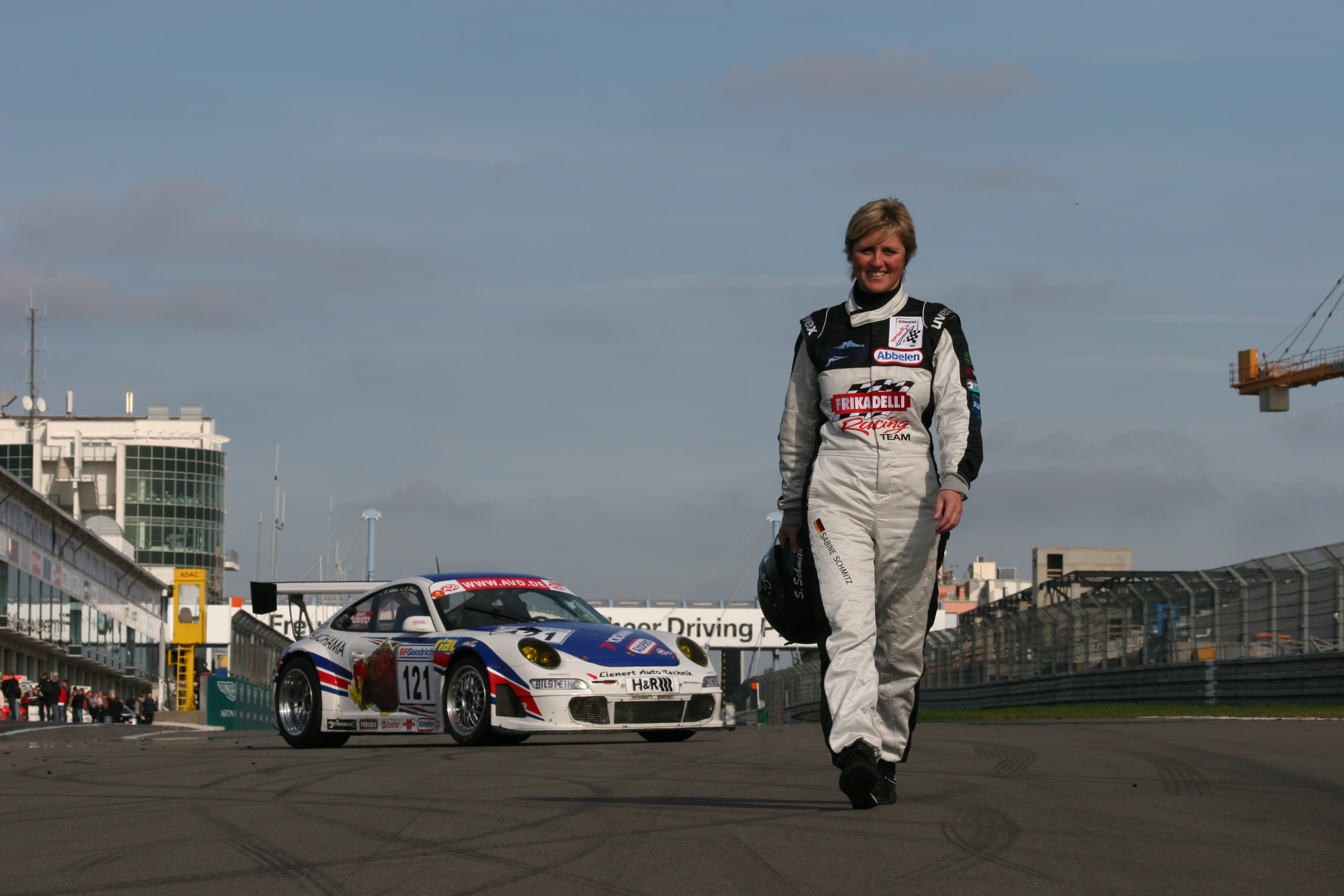
Sabine Schmitz nel 2008

Sabine è diventata popolare soprattutto per la guida della BMW M5 "Ring Taxi" lungo i 20,8km del Nürburgring Nordschleife. Secondo le sue stime ha effettuato oltre 30.000 giri di pista, aumentando di 1200 circa ogni anno. La sua familiarità col circuito le è valso il titolo di "Regina del Nürburgring" e di "tassista più veloce del mondo". Le sue parti preferite del circuito sono la Schwedenkreuz e la Fuchsröhre.
La sua azienda "Sabine Schmitz Motorsport" offre formazione dei conducenti e un servizio di "Ring Taxi", Sabine ha cessato quest'ultima attività nel 2011. Claudia Hürtgen è la sua principale rivale, la quale ha vinto il campionato VLN del 2006 e ha ottenuto pole e vittoria durante la terza gara del VLN del 2008 con una BMW Z4.

### Carriera televisiva
Grazie alla sua popolarità come "il pilota più veloce di taxi del mondo" e al suo carisma, Sabine è diventata un'occasionale commentatrice del motorsport. Dal settembre 2006, Sabine ha co-condotto un programma di automobilismo chiamato D motor su DMAX. Tra le sue apparizioni più note, quelle sulla BBC a Top Gear sulla BBC a partire dal 2002, quando Jeremy Clarkson ha fatto un giro attorno al Nürburgring nel "Ring Taxi".
Nel dicembre 2004 Sabine è comparsa nuovamente a Top Gear. In questa occasione, Sabine ha fatto un giro con al Nürburgring Nordschleife con una Jaguar S-Type, segnando un tempo di 9 minuti 12 secondi e battendo Jeremy Clarkson per 47 secondi. Nella successiva apparizione a Top Gear ha guidato un Ford Transit diesel sullo stesso circuito, con un tempo finale di 10 minuti e 8 secondi. 
Un'altra apparizione a Top Gear è stata per ritirare il premio dei Top Gear Award 2005 di "Miglior tedesco".
Nel 2007 è apparsa nel DVD "Supercar Showdown" di Jeremy Clarkson, guidando una Audi R8 contro una Porsche 911 GT3 guidata da The Stig, il quale ha vinto la sfida. Sabine è apparsa nuovamente a Top Gear per la sfida tra la versione tedesca e quella originale britannica del programma. 
È apparsa anche nella 22ª stagione di Fifth Gear per aiutare l'ex pilota di F1 e il co-presentatore dello spettacolo Tiff Needell in una gara tra una Porsche 911 Carrera S e una BMW M6 in una serie di test tra cui gare di drift e di corsa al tempo.

### Morte
Affetta da tumore dal 2017, è deceduta il 16 marzo 2021.

## Risultati di gara
- 24 Ore del Nürburgring: Vincitrice assoluta nel 1996 e nel 1997 (BMW), terza nel 2008 (Porsche), nona nel 2011 (Porsche) e sesta nel 2012 (Porsche).